# Karim Keïta
Karim Keïta (né en 1979) est un homme politique et homme d'affaires malien. Il est le fils du président malien Ibrahim Boubacar Keïta.

## Biographie
Karim Keïta est le fils d'Ibrahim Boubakar Keïta et d'Aminata Maïga. Il est né à Paris en 1979 mais grandit à Bamako, dans le quartier de Badalabougou de la Commune V,.
Après avoir fait son lycée à l'Athénée royal de Waterloo, puis étudié à l'Institut catholique des hautes études commerciales en Belgique, il part à HEC Montréal, au Canada, pour entamer des études en commerce international. Karim Keïta s'installe au Mali en 2006,,.
Il lance deux entreprises : une dans le conseil en investissement et une dans la location de voitures.
Karim Keïta est élu à l'Assemblée nationale pour la circonscription de la commune II de Bamako lors des élections législatives de 2013. Il est candidat du Rassemblement pour le Mali (RPM), dirigé par son père, sans pourtant en être membre. Karim Keïta est ensuite élu à la présidence de la commission de la Défense de l'Assemblée. Sans expérience politique ou militaire, Karim Keïta est élu face à Niamé Keïta, député et ancien directeur général de la police et bien plus qualifié que lui. Karim Keïta, déjà présent dans l'entourage de son père lors de ses campagnes présidentielles, en devient un conseiller essentiel,.
Karim Keïta est accusé dans diverses affaires (influence sur l'armée, rôle dans l'attribution de marchés publics) mais jamais inquiété par la justice malienne.
Lors des élections législatives de avril 2020, il est réélu avec 62 % des voix. Les résultats des élections législatives sont fortement contestées par l'opposition qui dénonce des fraudes et le renversement d'une partie des résultats par la Cour constitutionnelle au profit du RPM,.
Fin juillet 2020, des vidéos datant de 2019 montrant Karim Keïta faisant la fête sur un yacht et se faire masser sur une plage espagnole choquent l'opinion publique malienne, confrontée aux difficultés quotidiennes, économiques et militaires. Des manifestations ont lieu et l'emprise de Karim Keïta et de ses proches sur l'État malien est dénoncée. Karim Keïta démissionne de la présidence de la commission défense de l'Assemblée,. Le coup d'État d'août 2020 renverse son père. Karim Keïta quitte le pays peu après et s'exile en Côte d'Ivoire.
En juillet 2021, la justice malienne émet un mandat d'arrêt international à l'encontre de Karim Keïta. Elle souhaite entendre Keïta dans une enquête sur la disparition du journaliste Birama Touré en 2016 (le journaliste au Sphinx a disparu depuis 2016). Une plainte sur la disparition du journaliste est aussi déposée en France et les deux justices coopèrent sur ce dossier,,.
Le 10 juillet 2022, 49 militaires ivoiriens atterrissent à l'aéroport international Modibo-Keïta de Bamako. Ils sont accusés par le Mali d'être des mercenaires alors que la Côte d'Ivoire considère qu'ils arrivaient pour une mission de l'Organisation des Nations unies, détachés auprès d'une entreprises allemande (Sahel aviation service), sous-traitante des Casques bleus allemands de la Mission multidimensionnelle intégrée des Nations unies pour la stabilisation au Mali (Minusma). Mais l'ONU ne peut prouver dans quel cadre ces soldats auraient dû être déployés et affirme que ces soldats ne sont ni déployés dans le cadre de la Minusma, ni en soutien à celle-ci,. Les 49 soldats sont arrêtés puis inculpés. Le chef d'État malien Assimi Goïta demande comme condition à la libération des soldats, l'expulsion d'opposants maliens réfugiés en Côte d'Ivoire. Si aucun nom n'est donné officiellement, certains journalistes mentionnent plusieurs noms dont Karim Keïta. Les militaires sont graciés, libérés et renvoyés en Côte d'Ivoire en janvier 2023.
Le nom de Karim Keïta est doublement présent dans cette affaire. Keïta, en tant que président de la commission de la Défense, est soupçonné d'être à l'origine de la signature du contrat, en 2019, entre SAS (Sahel aviation service) et l'État ivoirien. Il est aussi accusé d'avoir mis en place, avec Hamed Bakayoko, un ami proche et premier ministre de Côte d'Ivoire, un trafic d'or, extrait du Mali et exporté illégalement en Côte d'Ivoire via SAS. Keïta nie toute implication.
En décembre 2022, le département du Trésor des États-Unis place Karim Keïta sur la liste des personnes sanctionnées. Le département du Trésor justifie ses sanctions en mentionnant des soupçons dans plusieurs dossiers : détournement de fonds publics, corruption pour attribuer des contrats publics à des entreprises qui auraient pu servir à financer la campagne présidentielle de son père en 2018, mais aussi son rôle dans la disparition de Birama Touré.

## Vie privée
Karim Keïta est marié à Rokhya Sidibé, fille d'Issaka Sidibé et nièce d'Adame Ba Konaré et du président Alpha Oumar Konaré.